# Scapania
Scapania là một chi rêu trong họ Scapaniaceae.